# Nasr II (Samanides)
Pour les articles homonymes, voir Nasr II.
Nasr II, mort en 943, émir de la dynastie des Samanides en Perse (914–943). Son règne correspond à l'apogée des Samanides. Il était le fils d'Ahmad II.
Il succéda, à l'âge de huit ans, à son père Ahmad II, assassiné en janvier 914. À cause de son jeune âge, son premier ministre Abu ’Abd-Allah al-Jaihani prend la régence. Presque immédiatement une série de révoltes se déclarent à l'intérieur de l'État, la plus sérieuse étant menée par son grand-oncle Ishaq ibn Ahmad. Les fils d'Ishaq prennent part à la rébellion. Un de ses fils, Mansur, prend le contrôle de Nichapur et de plusieurs autres villes du Khorassan. Probablement, Ishaq est capturé, tandis que Mansur meurt à Nichapur.
L'ascension de Nasr apporte aussi de l'instabilité aux périphéries de l'État Samanide. Les Abbassides essayent de récupérer le Sistan pour la dernière fois, tandis que Ray et le Tabaristan sont prises par l'alide al-Utrush. Malgré le fait qu'ils soient incapables de reconquérir les provinces, les Samanides emploient de nombreux chefs locaux Daylamite et Gilite et restent actifs dans les zones de combats. Une menace de mobilisation de Nasr en 933 provoque de la part du Ziyaride Mardâvij, qui était devenu la puissance dominante dans la région, la restitution du Gorgan et le paiement d'un tribut pour sa possession de Ray. Le frère de Vushmgir, qui prend le pouvoir en 935, accepte la suzeraineté samanide. L'armée samanide est à partir de cette date très impliquée dans la protection des Ziyarides contre les Bouyides, qui sont une puissance montante de la Perse centrale.
Jaihani est destitué en 922 par Nasr sous prétexte de sa foi chiite. Il est remplacé par Abu’l-Fadl al-Bal’ami, qui continue presque l'ensemble des politiques de son prédécesseur. En 929 une révolte des frères de Nasr éclate. Ils proclament l'un des leurs, Yahya, en tant qu'émir. Bal’ami se débrouille pour étouffer la rébellion en tournant les frères les uns contre les autres. En 938 Jaihani est réinstallé en tant que premier ministre, poste qu'il détient jusqu'en 941.
Les ministres de Nasr l'aident à transformer la cour samanide en un centre culturel. Jaihani est connu pour être un auteur, il a écrit dans le domaine de la géographie. Son intérêt pour le sujet le pousse à inviter à Boukhara des géographes de plusieurs lieux différents. Scientifiques, astronomes et autres affluent ainsi vers la ville. Bal’ami s'intéresse également aux arts et patronne des intellectuels et des auteurs.
Nasr fut affermi sur le trône par son vizir Abou-Abdaliah-Siohamoiddfct et son général Hamouyah, et sut, par sa clémence, sa justice, sa libéralité, son amour pour les lettres et les sciences, mériter d'être placé au rang des plus grands monarques.
En 943, plusieurs officiers de l'armée samanide, en colère à cause du soutien de Nasr aux missionnaires ismaéliens, fomentent une conspiration pour tuer l'émir. Le fils de Nasr Nouh a eu cependant vent du complot. Il vient à un  banquet désigné pour être le lieu où sera organisé le complot et décapite les chefs. Pour calmer les autres officiers, il promet de stopper l'activité des missionnaires ismaéliens. Nuh convainc son père d'abdiquer en sa faveur, celui-ci meurt peu de temps après.

## Source
Cet article comprend des extraits du Dictionnaire Bouillet. Il est possible de supprimer cette indication, si le texte reflète le savoir actuel sur ce thème, si les sources sont citées, s'il satisfait aux exigences linguistiques actuelles et s'il ne contient pas de propos qui vont à l'encontre des règles de neutralité de Wikipédia. Les informations données sont peut-être désormais erronées ou incorrectes : vous pouvez partager vos connaissances en améliorant ou en modifiant cet article.
- (en) R.N. Frye (1975). The Cambridge History of Iran, Volume Four: From the Arab Invasion to the Saljuqs.  (ISBN 0-521-20093-8)